# Archie Watkins
Archie Watkins (15 de septiembre de 1989) es un futbolista fiyiano que juega como delantero en el Suva FC. 

## Carrera
Debutó en 2011 jugando para el Suva FC. Con dicho club se proclamó campeón de la Copa de Fiyi 2012.

### Clubes
| Club               | País | Año             |
| ------------------ | ---- | --------------- |
| Suva Football Club | Fiyi | 2011 - Presente |

### Selección nacional
Representó a Fiyi dos veces, mientras que disputó con la selección fiyiana Sub-23 el Torneo Preolímpico de la OFC 2012. Fue convocado por Juan Carlos Buzzetti para la Copa de las Naciones de la OFC 2012.